# سیارک ۱۱۱۷۴
سیارک ۱۱۱۷۴ (به انگلیسی: 11174 Carandrews، نامگذاری:1998FR67) یازده هزار و صد و هفتاد و چهارمین سیارک کشف شده‌است که در ۲۰ مارس ۱۹۹۸ کشف شد.
قدر مطلق سیارک برابر ۱۲.۹ است.